# Pierre Lorcet
Pierre Lorcet, dit Pierre I Lorcet, est un sculpteur, céramiste, et menuisier français, actif au Mans à la fin du XVIIe siècle.

## Biographie
En 1684, Pierre Lorcet réalise un retable pour l'église de Saint-Léonard-des-Bois, qui s'approche beaucoup des reliefs de l'église paroissiale de Verniette à Conlie, dont il reçoit la commande en 1688. Cette année-là, il habite dans un village à côté de Mareil-en-Champagne, dont l'église possède des fragments du bas-relief d'une Transfiguration, un médaillon de Dieu le Père, très comparable à celui de Verniette, plusieurs rondes-bosses, une Sainte Barbe, Saint Pierre, Saint Paul, et une Vierge à l'Enfant.
On lui connaît un fils, Pierre II Lorcet, né vers 1688 et inhumé à Saint-Benoît du Mans en 1758. Il semble avoir des descendants actifs au cours du XVIIIe siècle ayant œuvré à Rouez en 1727, à Parcé-sur-Sarthe en 1729, à Ségrie en 1739, et pour la cathédrale du Mans en 1769.

## Œuvres dans les collections publiques
- Conlie, chapelle Saint-Hilaire-Saint-Eutrope de Verniette :
  - Baptême du Christ, 1688, terre cuite
  - Dieu le Père, 1688, médaillon
  - Deux Anges
  - Christ en Croix au-dessus de la porte de l'église
- Cathédrale Saint-Julien du Mans : plusieurs têtes d'angelots provenant du sommet du décor des deux trônes du chœur du XVIIIe siècle
- Église de Mareil-en-Champagne, fragments de Transfiguration vers 1690 : 
  - Christ, bas-relief
  - Saint Jean, bas-relief
  - Saint Jacques, bas-relief
  - Moïse, bas-relief
  - Saint Pierre, bas-relief
  - Sainte Barbe, bas-relief
  - Saint-Jean-Baptiste, bas-relief
  - Saint Paul, bas-relief
  - Dieu le Père, médaillon en haut-relief
  - Vierge à l'Enfant , terre cuite
- Église de Saint-Léonard-des-Bois, fragments d'un retable de 1684 :
  - Assomption, terre cuite
  - Trinité, terre cuite

## Sources
- Archives départementales de la Sarthe, série H t.I (1-1000)